# Hašple

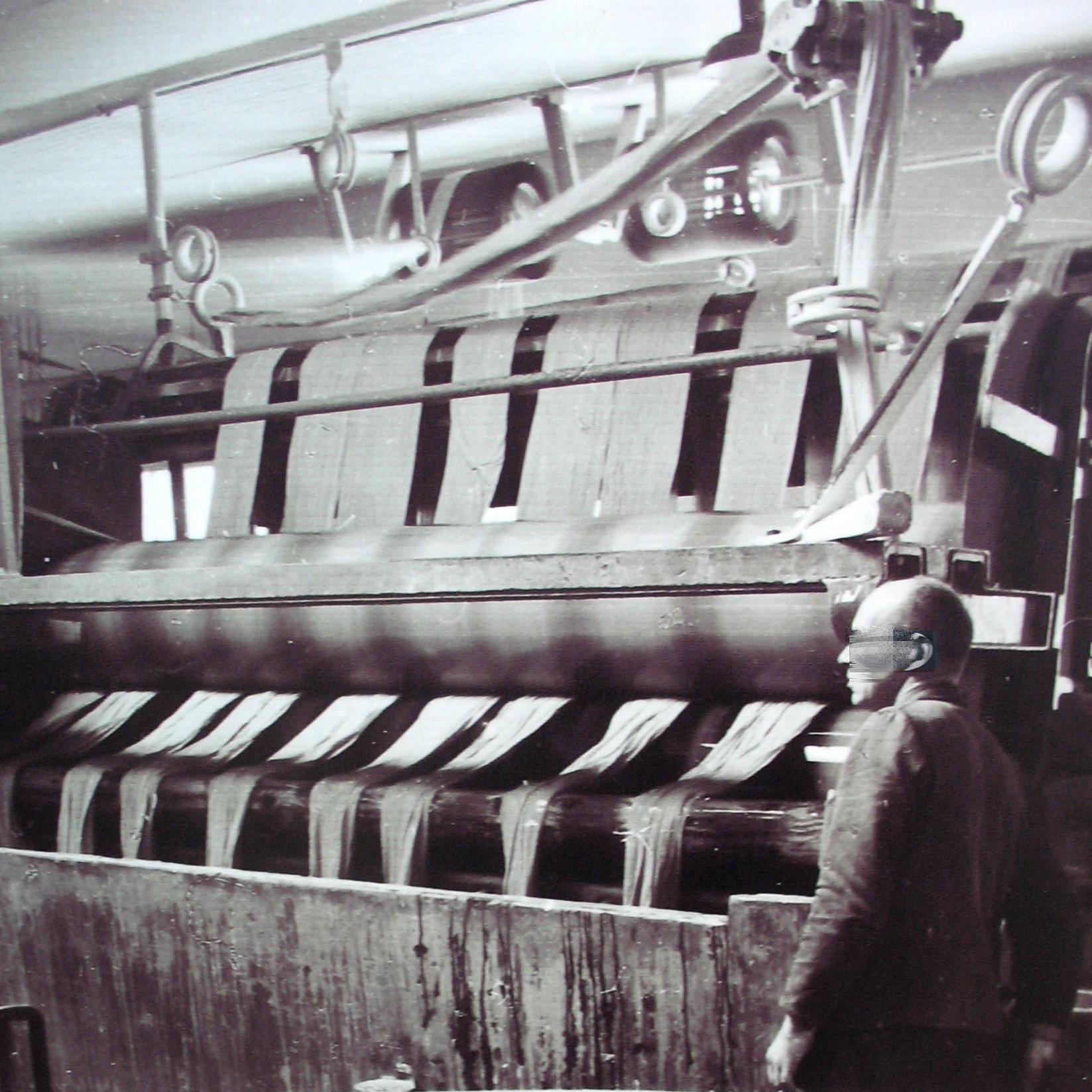
Barvení na hašpli v 80. letech 20. století

Hašple

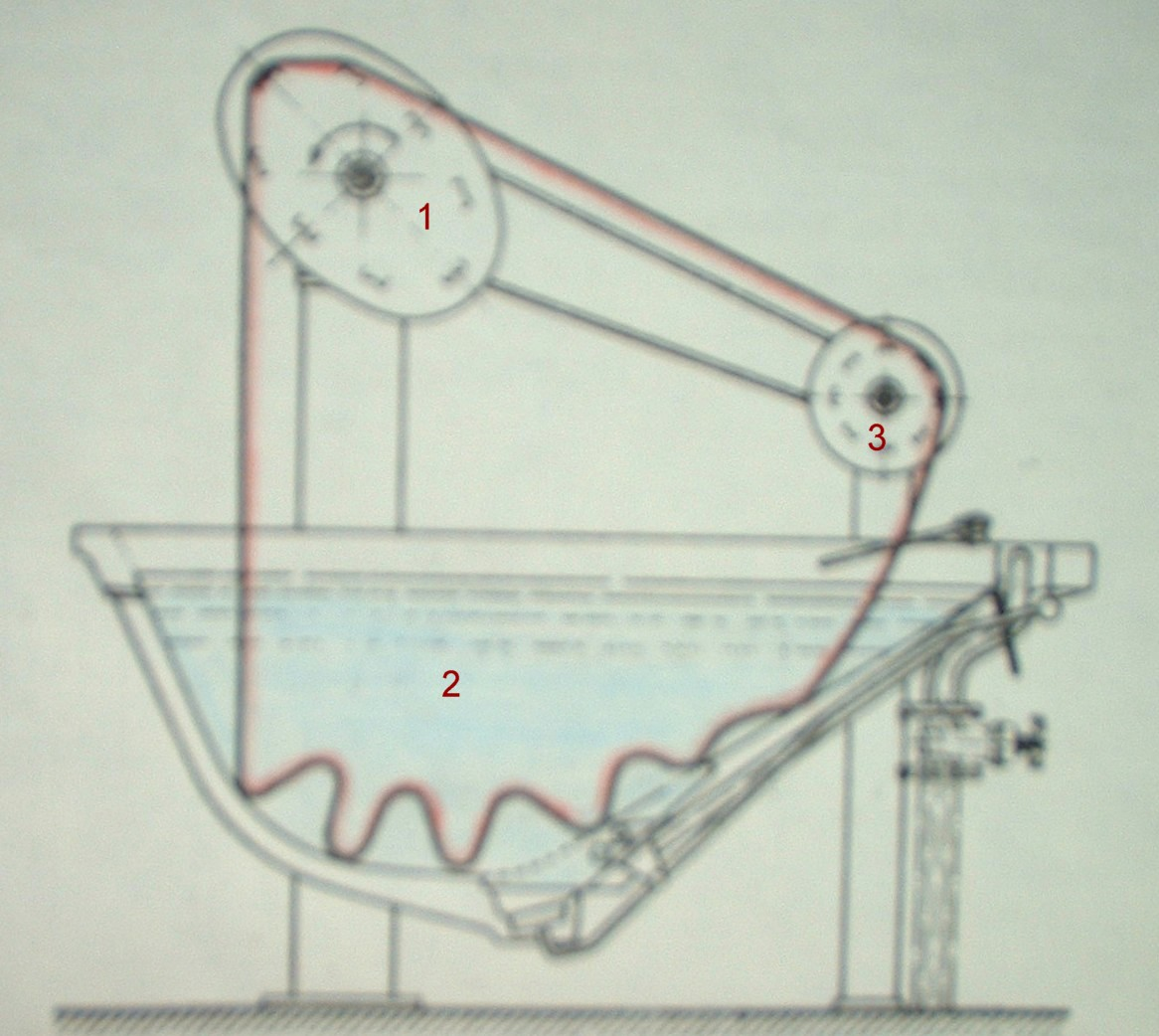
Schéma vany s vijákem

zvaná také vana s vijákem (anglicky: Winch Dyeing Machine, německy: Haspelkufen) je stroj na barvení tkanin a pletenin v provazci.
Na schematickém nákresu vpravo je znázorněna funkce hašple:
Tkanina (červeně), sešitá oběma konci dohromady, je unášena vijákem (1), ze kterého klesá do vany s barvivem (2) a přes vodicí váleček (3) přichází zpátky k vijáku.
Hašple se staví také se dvěma vijáky, tzv. Duplex s kapacitou 2000-4000 metrů zboží. Teplota barvicí lázně bývá kolem 90 °C.
Vysokoteplotní hašple pracují pod vysokým tlakem při teplotě lázně do 150 °C. Používají se k barvení těžkých tkanin a pletenin včetně koberců. 